# José Vide
José Vide (Sleman, 4 de fevereiro de 1987) é um futebolista indonésio-timorense. Atualmente, atua como meio-campista da Seleção Timorense de Futebol.